# Megaselia destituta
Megaselia destituta är en tvåvingeart som beskrevs av Rudolf Beyer 1965. Megaselia destituta ingår i släktet Megaselia och familjen puckelflugor. Inga underarter finns listade i Catalogue of Life.